# جان بيرين (ملحن)
جان بيرين هو ملحن وعازف بيانو سويسري، ولد في 17 سبتمبر 1920 في لوزان في سويسرا، وتوفي بنفس المكان في 24 سبتمبر 1989.